# Mickaël Gelabale
Mickaël Gelabale (Pointe-Noire, Guadalupe, 22 de mayo de 1983) es un jugador de baloncesto francés que actualmente se encuentra sin equipo. Con 2,01 metros de altura juega en la posición de Alero. Es internacional absoluto con Francia desde 2005. Destaca por sus cualidades atléticas, su salto y la capacidad de realizar mates (ganó dos años seguidos el Concurso de mates ACB).

## Trayectoria deportiva

### Cholet
Comenzó a jugar a baloncesto con seis años junto con su hermano y su hermana. Empezó a jugar en el L'Étoile de l'Ouest de Pointe-Noire en Guadalupe antes de pasar a la cantera del Cholet Basket en 1999. De 1999 a 2002 jugó con el filial del Cholet Basket obteniendo grandes éxitos como fue ganar el campeonato de Francia cadete en 2000 y 2001, el Trophée du Futur en 2000 y 2001 y la copa de Francia cadete en 2001. Además ganó el concurso de mates del torneo internacional cadete en 2001 y participó en el All-Star Juvenil de la LNB en 2002.
Debutó con el primer equipo en la temporada 2001-2002 sin apenas incidencia en el juego, pero fue ganándose poco a poco los minutos en las temporadas siguientes. En la temporada 2002-2003 jugó 18 partidos de liga con unos promedios de 6 puntos, 2,5 rebotes y 1 asistencia en 15 min de media. En la temporada 2003-2004 sus números subieron considerablemente, siendo ya un jugador importante en el equipo. Jugó 34 partidos con un promedio de 10,4 puntos, 4,6 rebotes, 2,2 asistencias y 2 tapones por partido en 30 min de media.

### Real Madrid
Tras esta gran temporada, con tan sólo 21 años dio el salto a una liga tan potente como la ACB de la mano del Real Madrid. El entrenador en ese momento del Real Madrid, Bozidar Maljkovic, se fijó en él recomendado por su entrenador desde pequeño y le ficharon por 400.000 €.
En su primer año en el Real Madrid, temporada 2004-2005, ganó el Concurso de mates ACB, fue subcampeón de la Copa del Rey de baloncesto y se convirtió en una pieza esencial para que el equipo ganará la ACB. Jugó 34 partidos de liga con unos promedios de 8 puntos, 3 rebotes, 1 asistencia, 1 robón de balón y 1 tapón por partido en 24 min de media. 
En Play-Offs jugó 13 partidos con unos promedios de 8 puntos, 3 rebotes, 1 asistencia y 1 balón robado en 25 min de media. En los dos partidos de la Supercopa de España de Baloncesto que jugó, promedió 7 puntos, 4 rebotes, 1 asistencia, 1 balón y 1 balón robado en 16 min de media, mientras que en la Copa del Rey de baloncesto disputó tres partidos, promediando 9 puntos, 5 rebotes, 1 asistencia y 1 tapón en 22 min de media.
En la Copa del Rey de baloncesto su mejor partido fue contra el Tau Cerámica en la victoria en semifinales de su equipo por 80-77. Jugó 21 min en los que anotó 11 puntos, cogió 5 rebotes, puso un tapón y forzó 3 faltas para 15 de valoración.
En la ACB sus tres mejores partidos esta temporada fueron contra:
- Plus Pujol Lleida: 18 puntos (5-8 de 2, 1-2 de 3, 5-7 de TL), 2 rebotes, 3 asistencias, 1 balón robado, 2 tapones y 4 faltas recibidas para 19 de valoración.
- Caja San Fernando: 15 puntos (2-3 de 2, 2-3 de 3, 5-6 de TL), 3 rebotes, 1 asistencia, 1 balón robado, 2 tapones y 4 faltas recibidas para 17 de valoración.
- Etosa Alicante: 17 puntos (5-6 de 2, 1-3 de 3, 4-4 de TL), 2 rebotes, 1 balón robado, 2 tapones y 3 faltas recibidas para 18 de valoración.
En su segunda temporada con el conjunto blanco, la temporada 2005-2006, jugó 33 partidos de liga promediando 7 puntos, 3 rebotes y 1 asistencia en 22 min de media. Sus tres mejores partidos esta temporada en la ACB fueron contra:
- C.B.Granada: 12 puntos (4-5 de 2, 0-2 de 3, 4-4 de TL), 3 rebotes, 3 asistencias, 2 tapones y 3 faltas recibidas para 15 de valoración.
- Unicaja Málaga: 10 puntos (3-6 de 2, 0-1 de 3, 4-4 de TL), 6 rebotes, 5 asistencias y 5 faltas recibidas para 18 de valoración.
- Llanera Menorca: 12 puntos (3-6 de 2, 0-1 de 3, 6-6 de TL), 7 rebotes, 1 asistencia y 5 faltas recibidas para 16 de valoración.
En los dos partidos de la Supercopa de España de Baloncesto que jugó, promedió 9 puntos, 4 rebotes, 1 asistencia y 1 tapón en 26 min entre los dos partidos, mientras que en los otros dos partidos que jugó en la Copa del Rey de baloncesto, promedió 3 puntos, 4 rebotes, 1 asistencia y un balón robado en 18 min de media.
En total jugó 67 partidos de ACB con el conjunto blanco, en los que promedió 7,5 puntos, 3 rebotes y una asistencia en 21 min de media.

### Seattle Supersonics
A pesar de ser elegido por los Seattle Supersonics en el puesto 48 del Draft de la NBA de 2005, decidió quedarse un año más en Madrid. En el verano de 2006 tras realizar un training camp con los Seattle Supersonics, abandonó el club blanco para cumplir su sueño de jugar en la NBA. 
Firmó un contrato por 2 años con la franquicia a razón de 1,2 millones de euros por temporada. Indemnizaron con 546 000 € al Real Madrid, de los cuales 156 000 € salieron del bolsillo del jugador. Coincidió en Seattle con Johan Petro, juntándose los dos franceses en el equipo. Mickaël llevó el n.º 15 durante su estancia en el equipo y compartió equipo con grandísimos jugadores como Ray Allen, Rashard Lewis o Kevin Durant.
En su primera temporada con los Sonics (2006-2007), jugó 70 partidos (14 como titular) en los que promedió 4,6 puntos y 2,5 rebotes en 17,7 min de media. Volvió asistir al training camp de los Sonics en el verano de 2007.
En enero de 2007, los Seattle Supersonics le enviaron a los Idaho Stampede de la D-League, donde jugó 6 partidos con unos promedios de 17,8 puntos, 4,3 rebotes, 2,3 asistencias y un robo en 32,5 min de media.
Fue reclamado poco después por los Sonics, pero se rompió el ligamento cruzado anterior y se perdió lo que restaba de temporada. El tiempo de recuperación era entre seis meses-un año y el futuro de Gelabale era incierto ya que era agente libre ese verano. En los 39 partidos que jugó en su segunda temporada (2007-2008) con los Sonics, promedió 4,3 puntos y 1,4 rebotes en 12 min de media.

### Los Angeles D-Fenders
Volvió a jugar el 29 de marzo de 2009, un año después de su lesión, con el objetivo de volver a la NBA. Disputó 6 partidos con Los Angeles D-Fenders de la D-League, con los que promedió 16 puntos, 4,3 rebotes, 1,6 asistencias y un robo de balón en 31,2 min de media.

### Vuelta al Cholet
Probó suerte jugando la NBA Summer League de 2009 con Dallas Mavericks, donde disputó 4 partidos con unos promedios de 2 puntos y 2,2 rebotes en 15,2 min de media, pero no convenció. 
Después de su paso por la NBA en las dos últimas temporadas, el alero francés se comprometió para la temporada 2009-10 con el Lucentum Alicante, pero pocos días después del acuerdo fue roto por el jugador.
Tras romper su contrato con el Meridiano Alicante, volvió a Estados Unidos con la intención de ganarse un contrato en la NBA. Participó en el campamento de verano con Los Angeles Lakers, donde gustó su juego. En septiembre de 2009 le invitaron al training camp de pretemporada, donde si gustaba otra vez le firmarían un contrato garantizado para formar parte de la plantilla NBA, pero no convenció y fue despedido en octubre de 2009, dos semanas antes del comienzo de la Temporada 2009-10 de la NBA.
Tras su paso poco afortunado con Los Angeles Lakers, en noviembre de 2009 regresó a su Francia natal firmando un contrato por un mes con el club en el que se formó, el Cholet Basket. Amplió el contrato hasta el final de la temporada 2009-2010, proclamándose campeón de la Pro A y siendo elegido MVP de la Final. También disputó por segunda vez el All-Star Game de la LNB. Jugó 22 de liga en los que promedió 10,8 puntos, 4,2 rebotes, 1,7 asistencias y 1,3 tapones en 26 min de media. En los Play-Offs sus números subieron, disputó 6 partidos con unos promedios de 11,3 puntos, 4,3 rebotes, 2,3 asistencias, 1 robo de balón y 1,8 tapones en 31 min de media.

### ASVEL Lyon-Villeurbanne
En julio de 2010 firmó un año con el ASVEL Lyon Villeurbanne. Disputó por tercera vez el All-Star Game de la LNB y fue el máximo anotador francés y el MVP nacional de la Pro A en la temporada 2010-2011. Jugó 30 partidos de liga en los que promedió 13,8 puntos, 4,6 rebotes, 2 asistencias y 2 tapones en 33 min de media, mientras que en Play-Offs disputó 6 partidos, promediando 16,2 puntos, 5,7 rebotes, 2,5 asistencias y 1,7 tapones en 37 min de media.

### Spirou Charleroi
En agosto de 2011, el alero francés fichó por un año con el campeón belga, el Spirou Basket Club, pero en octubre de 2011 su contrato fue suspendido indefinidamente debido a una lesión detectada en el reconocimiento médico. No llegó a debutar con el club belga. Para no perder la forma, desde noviembre entrenaba con el SLUC Nancy.

### Khimki
En enero de 2012 fichó por el Khimki ruso hasta final de temporada. Con el conjunto ruso ganó la Eurocup y fue subcampeón de la PBL. En los 9 partidos que jugó en la PBL promedió 4,7 puntos y 3 rebotes en 14,7 min de media. Disputó 7 partidos en la VTB United League, promediando 3,5 puntos y 2,4 rebotes en 13,4 min de media, mientras que en los 6 partidos de Eurocup que jugó, promedió 4,1 puntos, 1,5 rebotes y 1,5 asistencias en 15,8 min de media.

### Cedevita
En agosto del mismo año firmó por un año con el KK Cedevita, pero tras la eliminación del conjunto croata en la Euroliga 2012-13, dejó el equipo. Con los croatas disputó 12 partidos en la ABA Liga, promediando 10,7 puntos, 5 rebotes y 1 asistencia en 27 min de media, mientras que en la Euroliga 2012-13 disputó 10 partidos con unos promedios de 12,8 puntos, 5 rebotes y 1,3 asistencias en 31,7 min de media por partido.

### Valencia Basket
El 15 de diciembre de 2012 se hizo oficial su fichaje por el Valencia Basket para lo que restaba de la temporada 2012-13. Después de un mes en el equipo valenciano, volvió a la NBA, al firmar un contrato temporal con los Minnesota Timberwolves.
Con el conjunto taronja disputó 5 partidos en la ACB, promediando 11 puntos, 3,4 rebotes, 1 asistencia y 1 balón robado en 22 min de media. Su mejor partido fue en la victoria de su equipo en la prórroga por 113-111 ante Uxue Bilbao Basket. Anotó 16 puntos (3-5 de 2, 10-10 TL), cogió 4 rebotes, dio una asistencia y provocó 5 faltas para 17 de valoración.

### Minnesota Timberwolves
El 19 de enero de 2013 firmó su primer contrato de diez días con los Minnesota Timberwolves, que fue renovado por otro contrato de diez días el 29 de enero y finalmente el 8 de febrero acabó firmando hasta final de temporada.
Debutó el 20 de enero de 2013 contra los Houston Rockets, después de estar cinco años sin pisar una cancha de la NBA. Jugó 21 minutos en los que metió 11 puntos (10 de ellos en el último cuarto), cogió 4 rebotes y dio una asistencia.
En los 36 partidos que jugó con los Wolves, promedió 5 puntos y 2,7 rebotes en 18 min de media.
En julio de 2013 los Wolves anunciaron que no continuaría en el equipo.

### Vuelta al Khimki
El 31 de julio de 2013 firmó un año con el Khimki, siendo así su segunda etapa en el conjunto ruso. Jugó 17 partidos en la VTB United League y 15 en la Eurocup. En la VTB United League promedió 7,1 puntos, 3,1 rebotes y 1 asistencia en 24,3 min de media, mientras que en la Eurocup promedió 7,5 puntos, 2 rebotes y 1,6 asistencias en 22,3 min de media.

### Strasbourg
En noviembre de 2014 firmó un contrato por un mes con el Strasbourg IG, dejando el equipo al finalizar el contrato. Jugó 7 partidos en la Pro A y 4 en la Eurocup 2014-15. En la Pro A promedió 7 puntos, 3,4 rebotes, 1,6 asistencias y un robo de balón en 19,6 min de media, mientras que en la Eurocup 2014-15 promedió 3 puntos, 3,5 rebotes y una asistencia en 20,3 min de media.

### CSP Limoges
En enero de 2015 firmó con el CSP Limoges hasta final de temporada, proclamándose campeón de la Pro A por segunda vez. Jugó 28 partidos en la Pro A (9 de Play-Offs) y 6 en la Eurocup 2014-15. En liga promedió 6,4 puntos, 3 rebotes, 1 asistencia y 1,1 tapones en 19 min de media (Play-offs: 5,8 puntos, 4 rebotes y 1,3 asistencias en 20 min de media), mientras que en la Eurocup 2014-15 promedió 5,5 puntos y 2 rebotes en 18,2 min de media.

### Le Mans
En julio de 2015 firmó un contrato por dos años con el Le Mans Sarthe Basket, reencontrándose así con su antiguo entrenador en Cholet, Erman Kunter.

## Selección nacional
Tras jugar con las categorías inferiores de la selección francesa, debutó con la selección absoluta de Francia en el Eurobasket 2005 celebrado en Serbia y Montenegro, donde ganó la medalla de bronce ante la selección de España. 
Al año siguiente disputó el Campeonato Mundial de Baloncesto de 2006 celebrado en Japón, donde la Selección de baloncesto de Francia quedó en 5.ª posición. Jugó 9 partidos en los que promedió 8,7 puntos y 4,6 rebotes en 23,5 min de media. 
Tuvo una ausencia prolongada debido a sus lesiones, se perdió el Eurobasket 2007 celebrado en España y el Eurobasket 2009 celebrado en Polonia.
Volvió a jugar con el combinado nacional galo en el Campeonato Mundial de Baloncesto de 2010 celebrado en Turquía, donde la Selección de baloncesto de Francia quedó en una decepcionante 13.ª posición. Jugó 6 partidos y tuvo unos grandes números, promediando 11,2 puntos, 4 rebotes y 2 asistencias en 26,5 min de media.
Participó en el Eurobasket 2011 celebrado en Lituania, donde consiguió la medalla de plata al perder en la final contra España po 98-85. Jugó 9 partidos en los que promedió 7,3 puntos, 1,8 rebotes y 1 asistencia en 19,4 min de media. 
Ese mismo año ganó el London Invitational Tournament con Francia. Jugó 5 partidos donde promedió 6,8 puntos, 3,8 rebotes, 1,4 asistencias y 1 robo de balón en 22,2 min de media.
Participó en los Juegos Olímpicos de Londres 2012 celebrados en Londres, donde la Selección de baloncesto de Francia quedó en 6.ª posición. Fue el tercer máximo anotador de su selección. Jugó 6 partidos con un promedio de 7,8 puntos, 3,5 rebotes y 1,3 asistencias en 24,5 min de media.
Al siguiente fue parte del equipo campeón de la Selección de baloncesto de Francia en el Eurobasket 2013 celebrado en Eslovenia. Batieron en la final a Lituania por 80-66. Jugó 11 partidos donde promedió 7,6 puntos, 3 rebotes, 1,5 asistencias en 24,4 min de media.
Estuvo en el Campeonato Mundial de Baloncesto de 2014 celebrado en España, donde la Selección de baloncesto de Francia ganó la medalla de bronce al derrotar por 95-93 a Lituania. Jugó 9 partidos donde promedió 6,1 puntos y 2,3 rebotes en 21,5 min de media.
Ha participado en el Eurobasket 2015 celebrado entre Alemania, Croacia, Francia y Letonia, donde la Selección de baloncesto de Francia ganó la medalla de bronce al derrotar por 81-68 a Serbia. Jugó 9 partidos donde promedió 6,4 puntos y 2,4 rebotes en 15,8 min de media.

## Estadísticas

### NBA
| Año     | Equipo    | PJ  | PT | MPP  | %TC  | %3P  | %TL  | RPP | APP | ROB | TPP | PPP |
| ------- | --------- | --- | -- | ---- | ---- | ---- | ---- | --- | --- | --- | --- | --- |
| 2006-07 | Seattle   | 70  | 14 | 17.7 | .462 | .234 | .805 | 2.5 | .8  | .3  | .3  | 4.6 |
| 2007-08 | Seattle   | 39  | 0  | 11.9 | .439 | .432 | .778 | 1.5 | .8  | .3  | .2  | 4.3 |
| 2012-13 | Minnesota | 36  | 13 | 17.9 | .518 | .308 | .875 | 2.8 | .7  | .4  | .1  | 5.0 |
| Total   |           | 145 | 27 | 16.2 | .470 | .316 | .815 | 2.3 | .8  | .3  | .2  | 4.6 |

### Euroliga
| Año       | Equipo      | PJ | PT | MPP  | %TC  | %3P  | %TL  | RPP | APP | ROB | TPP | PPP  |
| --------- | ----------- | -- | -- | ---- | ---- | ---- | ---- | --- | --- | --- | --- | ---- |
| 2004-2005 | Real Madrid | 19 | 13 | 24.3 | .607 | .333 | .788 | 4.3 | 1.1 | .9  | .4  | 8.2  |
| 2005-2006 | Real Madrid | 22 | 10 | 23.2 | .467 | .395 | .769 | 3.5 | .7  | .6  | .5  | 7.9  |
| 2012-2013 | Cedevita    | 10 | 7  | 31.7 | .605 | .421 | .917 | 4.9 | 1.3 | .5  | .3  | 12.8 |
| Total     |             | 51 | 30 | 25.3 | .544 | .386 | .859 | 3.1 | 1.0 | .7  | .4  | 9.0  |